# Gmina Sędziszów
Die Gmina Sędziszów [sɛnˈʥiʃuf] ist eine Stadt-und-Land-Gemeinde im Powiat Jędrzejowski der Woiwodschaft Heiligkreuz in Polen. Ihr Sitz ist die gleichnamige Stadt mit etwa 6500 Einwohnern.

## Geschichte

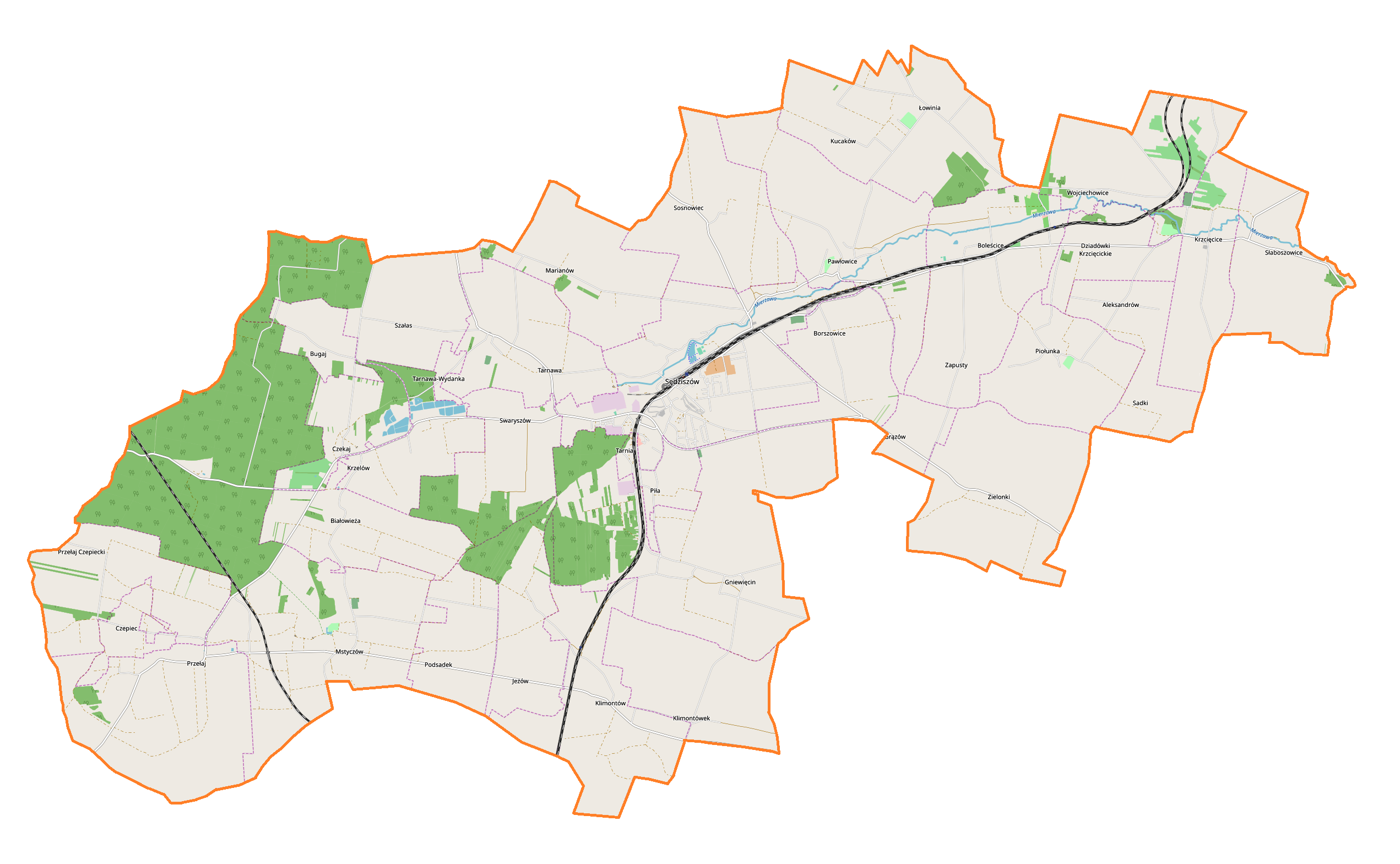
Karte der Gemeinde

Von 1975 bis 1998 gehörte die Gemeinde zur Woiwodschaft Kielce.

## Gliederung
Zur Stadt-und-Land-Gemeinde (gmina miejsko-wiejska) Sędziszów gehören neben der Stadt weitere Dörfer mit Schulzenämtern:
Aleksandrów
Białowieża
Boleścice
Borszowice
Bugaj
Krzelów-Czekaj
Czepiec
Gniewięcin
Grązów
Jeżów
Klimontów
Klimontówek
Krzcięcice
Łowinia
Marianów
Mierzyn
Mstyczów
Pawłowice
Piła
Piołunka
Podsadek
Przełaj
Przełaj Czepiecki
Słaboszowice
Sosnowiec
Swaryszów
Szałas
Tarnawa
Wojciechowice
Zielonki

## Wirtschaft und Verkehr
Einer der größten Arbeitgeber des Powiats ist der Kesselbauer SEFAKO in Sędziszów.
Im Hauptort der Gemeinde halten Fernzüge der Bahnstrecke Warszawa–Kraków, Klimontów ist ein Haltepunkt des Regionalverkehrs. Die Linia Hutnicza Szerokotorowa führt durch Stadt und Gemeinde.
Ein ehemaliger Haltepunkt war Mstyczów an der Bahnstrecke Kozłów–Koniecpol.